# Herzog von Cardona

Wappen des Hauses Cardona

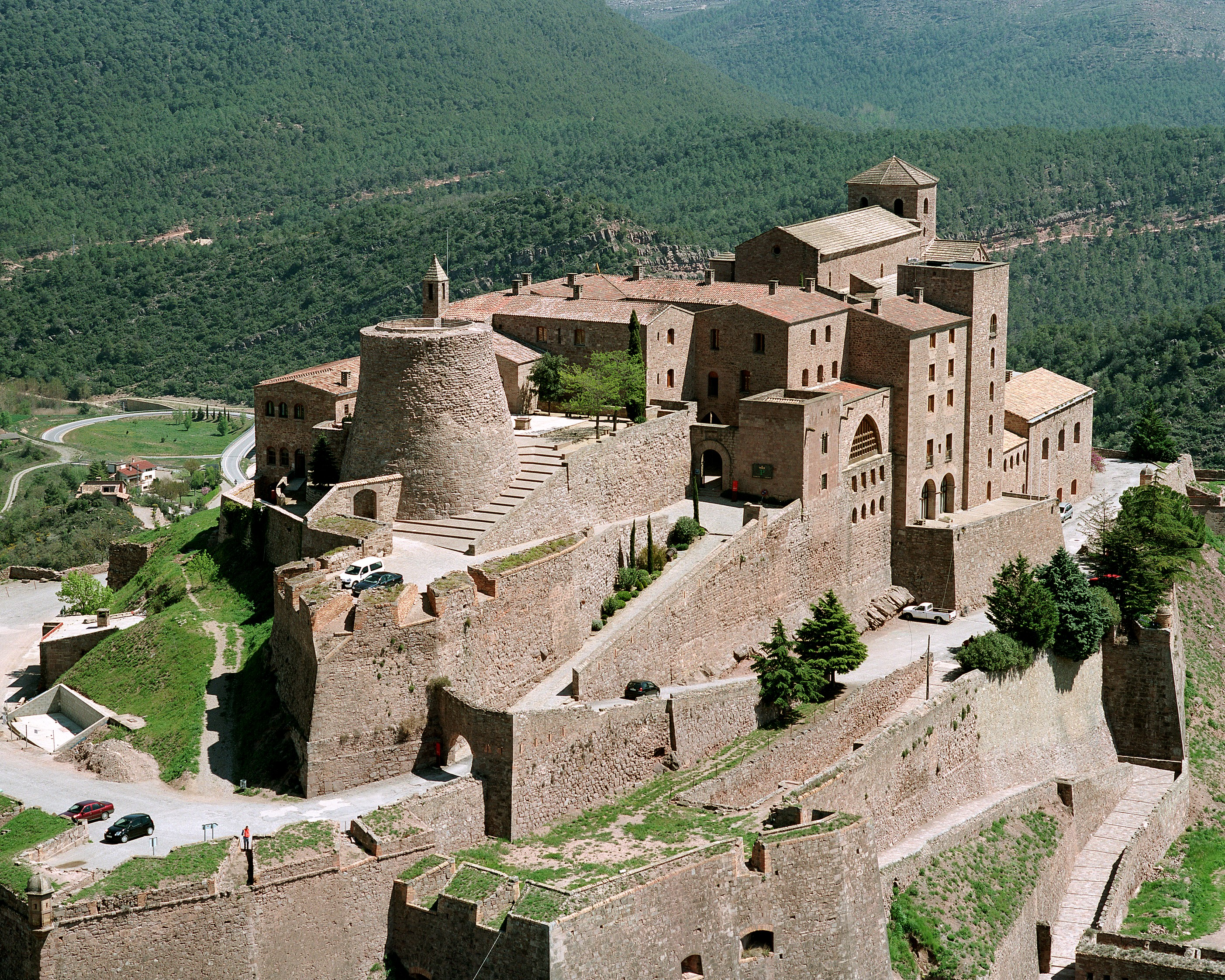
Castillo de Cardona

Herzog von Cardona ist ein Titel des spanischen Hochadels, der 1482 – bezogen auf die katalanische Stadt Cardona – von Königin Isabella I. an Juan Ramon Folch de Cardona (aus dem Haus Folch de Cardona) verliehen wurde. Zuvor bestand der Titel bereits als Vizconde und später als Conde. Aktuelle Titelträgerin ist seit 1998 Casilda Ghisla Guerrero-Burgos y Fernández de Córdoba, 20. Duquesa de Cardona (* 1982).

## Vizegrafen von Cardona
- Bernat Amat de Cardona (um 1155)
- Ramon Folch, Vizconde de Cardona (um 1120–1176); ⚭ Isabel Sibila de Urgell, Tochter von Armengol VI. Graf von Urgell
- Ramon Folch, Vizconde de Cardona (um 1220–1276); ⚭ Sibila de Ampurias, Tochter von Ponce IV. Graf von Ampurias
- Ramon XI Folch, Vizconde de Cardona (* um 1290); ⚭ Maria Anes de Haro, Tochter von Juan Alonso I. de Haro, Señor de Los Cameros
- Hugo Folch, Vizconde de Cardona (um 1300–1334), deren Sohn; ⚭ Beatriz de Anglesola, Tochter von Guillèn de Anglesola, Señor de Bellpuig

## Grafen von Cardona
- Hugo Folch, 1. Conde de Cardona (um 1330–1400), deren Sohn; ⚭ I Isabel de Aragão, Tochter von Jaime I de Aragão, Conde de Urgell; ⚭ II Beatriz de Luna, Tochter von Pedro Martinez de Luna, Señor de Almonacid e Pola
- Juan Ramon Folch, 2. Conde de Cardona (1375–1442) dessen Sohn aus zweiter Ehe; ⚭ Juana de Aragón, Tochter von Alfonso de Aragón y Foix, 1. Duque de Gandia (Haus Barcelona), und Violante de Arenós
- Juan Ramon Folch, 3. Conde de Cardona (um 1390–1486), deren Sohn; ⚭ I Juana de Arenós, 2. Condesa de Prades, Tochter von Pedro de Aragon, Conde de Prades, Barón de Entenza (Haus Barcelona); ⚭ II Joana de Aragão, Tochter von Jaime II de Aragão, Conde de Urgell

## Herzöge von Cardona

### Haus Folch de Cardona
- Juan Ramon Folch de Cardona, 1. Duque de Cardona († 1513), deren Sohn; ⚭ Aldonza Enriquez, Señora de Elche e Crevillente, Tochter von Fradique Enriquez, Almirante de Castilla, Conde de Melgar e Rueda
- Fernando Folch de Cardona, 2. Duque de Cardona (um 1475–1545) deren Sohn; ⚭ Francisca Manrique de Lara, Tochter von Pedro Manrique de Lara, 1. Duque de Nájera, Conde de Trevino (Haus Manrique de Lara)
- Juana Folch de Cardona, 3. Duquesa de Cardona (* um 1490) deren Tochter; ⚭ Alfonso de Aragón, 2. Duque de Segorbe (1489–1563) (Haus Trastámara)

### Haus Aragón-Trastámara
- Francisco de Aragón Folch de Cardona, 3. Duque de Segorbe, 4. Duque de Cardona (1539–1575), deren Sohn; ⚭ Angélica de Cardenas, keine Nachkommen
- Juana de Aragón Folch de Cardona, 4. Duquesa de Segorbe, 5. Duquesa de Cardona (um 1530–1608), dessen Schwester; ⚭ Diego Fernández de Córdoba, el Africano, 3. Marqués de Comares (1524–1601)

### Haus Folch de Cardona de Aragón
- Enrique Ramón Folch de Cardona de Aragon y Fernandez de Córdoba, 5. Duque de Segorbe, 6. Duque de Cardona (1588–1640), Sohn von Luis Ramón Folch de Cardona de Aragón y de Córdova, somit ein Enkel der 4. Herzogin; ⚭ I Juana de Rojas; ⚭ II Catalina Fernández de Córdova Figueroa Enríquez de Ribera y Cortés, Tochter von Pedro Fernandez de Córdoba, 4. Marqués de Priego
- Luis Domingo Jacinto Francisco de Paula Fernández de Córdoba, nannte sich später: Luis Ramón Folch de Cardona de Aragón y de Fernandez de Córdova, 6. Duque de Segorbe, 7. Duque de Cardona (1608–1670), dessen Sohn aus zweiter Ehe; ⚭ I Mariana Isabel de Sandoval Rojas Manrique de Padilla y Acuña, 3. Duquesa de Lerma, Tochter von Francisco Gomez de Sandoval y Rojas, 3. Duque de Lerma; ⚭ II María Teresa de Benavídes Dávila y Corella, Tochter von Diego de Benavides de La Cueva y Bazan, 8. Conde de Santisteban del Puerto
- Joaquín Agustín de Aragón Folch de Cardona y Benavides, 7. Duque de Segorbe, 8. Duque de Cardona (1667–1670), dessen Sohn aus zweiter Ehe
- Catalina Antónia de Aragon y Sandoval, 8. Duquesa de Segorbe, 9. Herzogin von Cardona (1635–1697), dessen Halbschwester aus der ersten Ehe des Vaters; ⚭ Juan Francisco Tomás de la Cerda, 8. Duque de Medinaceli

### Haus de la Cerda
- Luis Francisco de La Cerda y Aragon, 9. Duque de Segorbe, 10. Duque de Cardona (1654–1711), deren Sohn; ⚭ María de las Nieves Tellez-Giron y Sandoval, Tochter von Gaspar Tellez-Girón y Sandoval, 5. Duque de Osuna

### Haus Fernández de Córdoba
- Nicolas Fernández de Córdova, 9. Duque de Medinaceli, 10. Duque de Segorbe, 8. Duque de Feria, 11. Duque de Cardona (1682–1739), Sohn von Luis Mauricio Fernández de Córdova, 7. Marqués de Priego; ⚭ Gerónima Spinola y de La Cerda, Tochter von Felipe Antonio Spinola, Marqués de los Balbases
- Luis Joaquin Fernández de Córdoba, 14. Duque de Medinaceli (1780–1840), Sohn von Luis Maria de le Soledad Fernandez de Córdoba y Gonzaga, 13. Duque de Medinaceli; ⚭ María de la Concepción Ponce de Leon y Carvajal, Tochter von António Maria Ponce de Leon y Dávila Carrillo de Albornoz, 4. Duque de Montemar
- Luis Tomás de Villanueva Fernandez de Córdoba Figueroa y Ponce de León, 15. Duque de Medinaceli (1813–1873) deren Sohn; ⚭ Ángela María Apolonia Pérez de Barradas y Bernuy, 1. Duquesa de Tarifa, Tochter von Fernando Pérez de Barradas y Arias de Saavedra
- Luis Fernández de Córdoba y Pérez de Barradas, 16. Duque de Medinaceli (1851–1879), deren Sohn; ⚭ I María Luisa Fitz-James Stuart y Portocarrero, 19. Duquesa de Montoroso, Tochter von Jaime Fitz James Stuart Veintemiglia Huescar Olivares, 15. Duque de Alba; ⚭ II Casilda de Salabert y Arteaga, 11. Duquesa de Ciudad Real, Tochter von Narciso de Salabert y Pinedo, 7. Marqués de Torrecilla
- Luis Jesus Fernandez de Córdoba y Salabert, 17. Duque de Medinaceli (1879–1956), deren Sohn; ⚭ I Ana Maria Fernandez de Henestrosa y Gayoso de los Cobos, Tochter von Ignacio Fernández de Henestrosa, Conde de Moriana del Rio; ⚭ II María de la Concepción Rey y de Pablo Blanco
- Casilda Fernandez de Córdoba y Rey, 19. Duquesa de Cardona (1941–1998), dessen Tochter aus zweiter Ehe; ⚭ I Alfonso Castillejo y de Ussia, Marqués de Aldama; ⚭ II Antonio Guerrero-Burgos
- Casilda Ghisla Guerrero-Burgos y Fernández de Córdoba, 20. Duquesa de Cardona (* 1982), deren Tochter aus zweiter Ehe